# Floyd (Iowa)
Floyd es una ciudad situada en el condado homónimo, en Iowa, Estados Unidos. Tiene una población estimada, a mediados de 2023, de 305 habitantes.

## Geografía
La localidad está ubicada en las coordenadas 43°07′41″N 92°44′24″O / 43.12806, -92.74000 (43.128185, -92.739944). Según la Oficina del Censo, tiene una superficie de 1.43 km², correspondientes en su totalidad a tierra firme.

## Demografía
Según el censo de 2020, en ese momento había 313 personas residiendo en la localidad. La densidad de población era de 218.88 hab./km². El 92.33% de los habitantes eran blancos, el 0.32% era afroamericano, el 1.28% eran amerindios, el 0.96% eran de otras razas y el 5.11% eran de una mezcla de razas. Del total de la población, el 2.88% eran hispanos o latinos de cualquier raza.